# Potres u Sarezu 1911.
Potres u Sarezu 1911. dogodio se 18. veljače u 18:41 UTC (23:31 po lokalnom vremenu)  u središnjem gorju Pamir u okrugu Rushon u istočnom Tadžikistanu (tada dio Ruskog Carstva). Imao je procijenjenu magnitudu od 7,4 na ljestvici magnitude površinskih valova i maksimalni osjetni intenzitet od oko IX (nasilan) na Mercallijevoj ljestvici intenziteta. To je izazvalo ogromno klizište, blokiralo rijeku Murghab i stvorilo branu Usoi, najvišu branu na svijetu, stvarajući jezero Sarez. Potres i povezana klizišta uništili su mnoge zgrade i ubili oko 100 ljudi.

## Tektonski postav
Epicentar potresa nalazi se u središnjem dijelu gorja Pamir. Ove planine tvore zapadni kraj himalajskog lanca, uzrokovan kontinuiranim kontinentalnim sudarom između Indijske ploče koja se kreće prema sjeveru i Euroazijske ploče. Područje je zahvaćeno aktivnim rasjedima i na navlakama i na rasjedima. Potres 1911. dogodio se u seizmičkoj zoni Hindukuš, koja je redovito pogođena potresima, od kojih neki imaju magnitude od 7 ili više.

## Karakteristike

### Potres
Potres je trajao dvije minute, a nakon sat vremena uslijedio je naknadni potres. Energija koju je zračio ovaj događaj bila je jedna od prvih koja je procijenjena iz seizmografskih snimaka seizmičkih valova. Trenutne procjene magnitude leže u rasponu od 7,4 – 7,6 na skali magnitude površinskog vala. Potres je izazvao preplavljivanje voda jezera Karakul preko njegovog istočnog ruba, ostavljajući iza sebe veliki sloj leda dok se povlačio.

### Klizišta
Potres je izazvao brojna klizišta duž padina dolina Bartang, Tanimas i Murghab. Najveći od njih blokirao je rijeku Murghab, formirajući branu Usoi i stvarajući jezera Sarez i Shadau. Klizište Usoi imalo je procijenjeni volumen od oko 2 km3. Brana je najviša na svijetu s oko 600 m, zatvarajući jezero koje sadrži 17,5 km3 vode. Klizanje je započelo na  visini od 4 500 m, padajući 1 800 m do svoje današnje lokacije.

## Šteta
Područje najveće štete protezalo se duž rijeke Bartang od Basida na zapadu, nastavljajući duž rijeke Murghab do Sareza na istoku, uključujući i kišlake Barchidiv, Nisur, Sagnob, Rukhch i Oroshor. Klizište Usoi potpuno je uništilo kišlak Usoi. Procjene žrtava od potresa i povezanih klizišta kreću se od 90  do 302. 

## Posljedice
Klizišta i formiranje Sarez jezera izazvali su značajnu migraciju stanovnika gornje doline Bartang. 

## Vanjske poveznice
- The International Seismological Centre has a bibliography and/or authoritative data for this event.